# Hermine Sterler
Hermine Sterler, nata Minna Stern (Stoccarda, 20 marzo 1894 – Stoccarda, 25 maggio 1982), è stata un'attrice tedesca.

## Filmografia parziale
- Rasputin, Dämon der Frauen, regia di Adolf Trotz (1932)
- Te quiero con locura, regia di John Boland (1935)
- Kleine Mutti, regia di Henry Koster (1935)
- Railroaded!, regia di Anthony Mann (1947)